# Swinefleet
Swinefleet – wieś w Anglii, w hrabstwie East Riding of Yorkshire. Leży 34 km na zachód od miasta Hull i 247 km na północ od Londynu. W 2001 miejscowość liczyła 748 mieszkańców.